# Султан

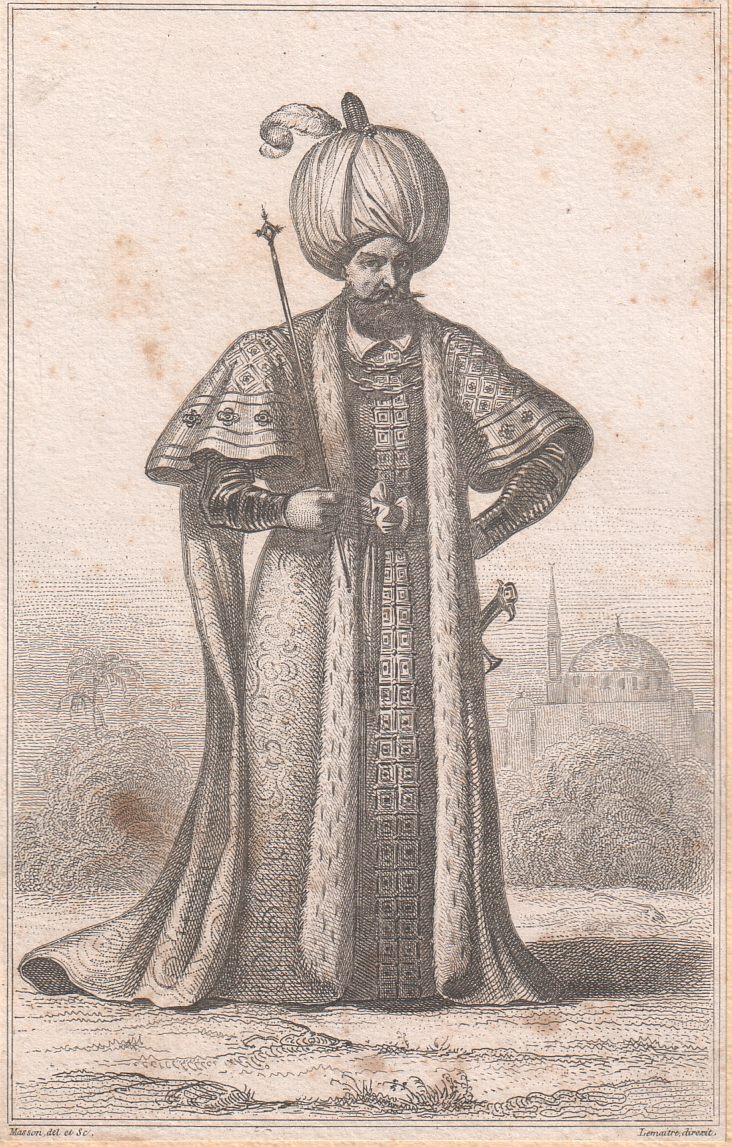
Османский султан Сулейман I

Султа́н (араб. سلطان‎ sulṭān) — высший титул правителя в исламских государствах, с несколькими историческими значениями. Если государством правит султан, то оно называется султанатом.

## Этимология
В Коране словом «султан» обозначается отвлечённое понятие власти; таким было значение в первые века ислама. Позднее термин стал обозначать единоличного представителя светской власти, в противоположность имаму, религиозному авторитету. В этом значении слово, по-видимому, впервые употреблено Мухаммадом ат-Табари по отношению к аль-Муваффаку, брату халифа аль-Мутамида (рассказ о событиях 262 г. х./ 875—876 г. н. э.).

## Исторические султанаты

### Сельджукские султанаты
С 1037 по 1194 годы на территории стран Ближнего и Среднего Востока существовало государство, образованное в ходе завоеваний тюрков-огузов. Во главе государства была династия Сельджукидов. С 1038 по 1055 год сельджуки овладели Хорасаном, Хорезмом, Западным Ираном, Азербайджаном и Ираком.
Аббасидский халиф аль-Каим вынужден был признать Тогрул-бека (1038—1063) султаном и «царем Востока и Запада». Сельджукский султан считался наместником халифа, а сам халиф сохранял за собой только номинальный суверенитет и духовный авторитет. Столицей государства Тогрул-бека был город Рей.
С конца XI века Сельджукская империя стала клониться к упадку. Основной причиной упадка стали: первый крестовый поход, из-за которого империя утратила Грузию, Ширван, прибрежные части Малой Азии, часть Сирии и Палестину; рост феодальной раздробленности и сепаратистские стремления вассалов. При Тогрул-беке были выделены обширные уделы членам Сельджукского рода, некоторые из которых со временем превратились в фактически самостоятельные султанаты: Керманский, 1041—1187; Сирийский, 1074—1117; Конийский, или Румский, 1077—1307.
После смерти Мелик-шаха Великая Сельджукская империя была охвачена междоусобиями; султанский престол последовательно переходил от одного сына Мелик-шаха к другому. Махмуду (1092—1094), Баркияруку (1094—1104), Мелик-шаху II (1104—1105) и Мухаммеду (1105—1118) приходилось бороться не только со знатью, но и с движением исмаилитов. В 1118 году султанат был разделён между сыном Мухаммеда — Махмудом и его дядей — Санджаром. Первому достался Иракский султанат (Западный Иран, Ирак и Азербайджан) со столицей в городе Хамадан, второму — Хорасан, Хорезм и Мавераннахр со столицей в городе Мерв.

### Султанаты Египта
Айюбиды
Династия Айюбидов, правившая на Ближнем Востоке с 1171—1250 годы имела курдское происхождение. Её основатель Салахуддин аль-Айюби низложил шиитскую династию Фатимидов, опираясь на находившиеся в Египте тюркские сельджукские войска. Айюбиды правили в Киренаике, Триполитании, Йемене, Сирии, верхней Месопотамии. Они нанесли ряд поражений крестоносцам, укрепляли господство суннизма и преследовали шиитов. Все Айюбиды имели в самостоятельном правлении отдельные провинции. В 1250 г. мамлюки убили последнего султана из Айюбидов и образовали Мамлюкский султанат.
Мамлюки

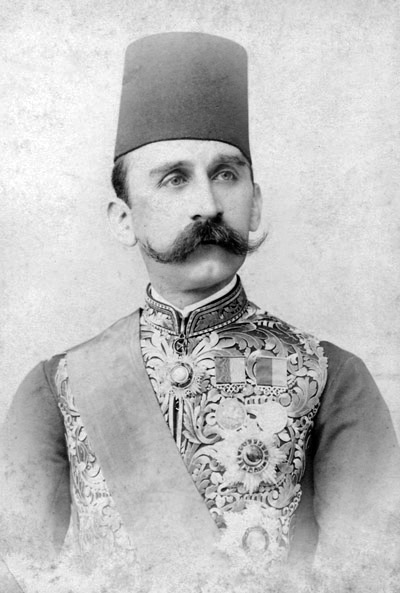
Султан Хусейн Камиль

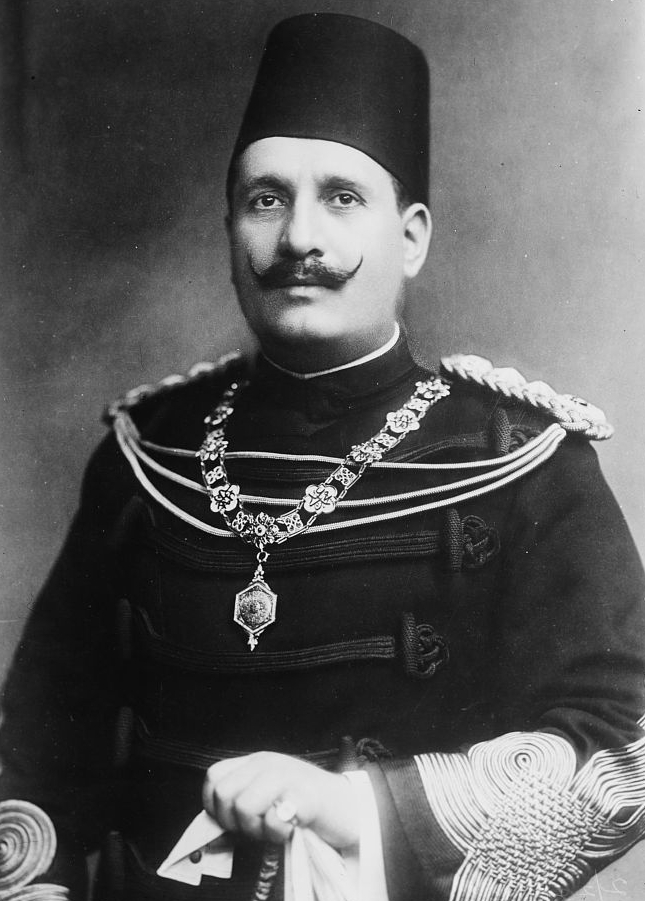
Султан Ахмед Фуад I

В XI—XII вв. правящая в Египте династия Айюбидов привлекала мамлюков для несения военной службы. В 1250 году лидеры мамлюков-тюрок отстранили Айюбидов, взяв власть в Египте в свои руки. Через 10 лет мамлюки под командованием султана Бейбарса разгромили монголо-татар в битве при Айн Джалуте. В 1268 году ими были разгромлены крестоносцы, а ещё через 5 лет — исмаилиты-низариты. Владения Мамлюкского султаната включали Сирию и Палестину и часть территории Северной Африки. Мамлюки положили конец существованию на юге Малой Азии армянского царства Рубенидов.
Мамлюки были ревнителями суннитского ислама. После разгрома монголо-татарами Багдадского халифата они снова возродили Аббасидский халифат. Однако реальная светская власть принадлежала не Аббасидским халифам, а мамлюкским султанам. Под защитой мамлюков находились и священные города мусульман, Мекка и Медина. При мамлюках наблюдался подъём культурной жизни в султанате.
В 1516 году турки-османы во главе с султаном Селимом I разгромили мамлюков в сражении при Марж Дабике возле Алеппо и присоединили их владения к Османской империи. Мамлюки сохранили своё влияние в Египте в качестве влиятельного сословия вплоть до 1811 года, когда египетский султан Мухаммад Али распорядился истребить их.
Правление мамлюков осуществлялось двумя династиями — Бахриты (1250—1390) и Бурджиты (1390—1516).
Султанат Египет
В декабре 1914 г. министерство иностранных дел Великобритании объявило о том, что Египет переходит под английский протекторат. 19 декабря англичане низложили хедива Аббаса II, который в то время находился в Стамбуле. Власть перешла его дяде Хусейну Камилю, который принял титул султана. После его смерти в 1917 г. власть перешла к его младшему брату Ахмеду Фуаду I. Став султаном, Фуад быстро обрел поддержку в рядах египетских националистов, которые создали в стране мощное движение за создание независимого египетского государства. Вспыхнувшее в 1919 году восстание было жестоко подавлено, но освободительная борьба не завершилась. В конце 1921 г. страну охватило новое восстание, которое заставило правительство Великобритании признать независимость Египта.

### Газневидский султанат
Во второй половине X века на территории Южной и части Центральной Азии образовалось Газневидское государство со столицей в г. Газна (совр. Южный Афганистан). Династия султанов Газны (Газневиды), правившая до 1186 года, происходила из туркменского племени кайы. Государство занимало территории Хорасана, Афганистана, Хорезма, Бухары, Гурган, часть Индии и Ирана. Наиболее выдающийся правитель — Махмуд Газневи. При Масуде I (1030—41) начался распад государства, а в 1186 г. при правителе Хосров-Малике (1160—86) государство и династия Газневидов прекратили своё существование.

### Султанаты Индии
Делийский султанат
Первое крупное исламское государство на территории современной Индии было образовано в 1206 году тюрками и называлось Делийским султанатом. У истоков султаната стояли Гуриды — выходцы из афганской области Гор. В конце XII века Мухаммад Гури, сделавший своей столицей Лахор, подвергал северо-запад Индии регулярным набегам. Его полководец Кутб-уд-Дин Айбек, овладевший Индией после побед при Тараори (1192) и Чанадаваре (1194), по смерти своего покровителя отложился от Лахора и провозгласил себя делийским султаном.
Первые султаны, будучи тюрками, культурно и политически тяготели к ираноязычному миру, однако третий султан Илтутмыш закрепил за собой стратегические пункты Североиндийской равнины и окончательно обосновался в Дели. После 30 лет междоусобиц, последовавших за его смертью в 1236 г., на престол взошёл Гийас уд-Дин Балбан, которому пришлось оборонять султанат от воинственных раджпутов и нашествия монголов.
В XIV веке султанат поддерживал торговые контакты с Восточной Европой. На территории России и Украины известны находки нескольких десятков золотых и нескольких медных монет, чеканенных в Дели (в основном находки в Крыму, Поволжье и на Северном Кавказе).
Бенгальский султанат
В XIV—XVI веках на территории Бенгалии существовал Бенгальский султанат. Во времена Делийского султаната исламские правители Бенгалии, номинально признавая зависимость от Дели, чеканили своё имя на монетах, на собственный страх и риск совершали набеги на соседние территории, и лишь время от времени отправляли дань султану. Согласно историку Барани, все правители Лакхнаути, пользуясь отдалённостью от столицы, восставали; проявлял непокорность и народ этой области. Поэтому Лакхнаути называли «Булгакпур» («Мятежный город»).
Когда к власти в Дели в 1265 году пришёл султан Гийас ад-дин Балбан, то ему удалось сместить мятежного наместника Бенгалии Туграл Туган-хана и назначить на его место своего сына Бугра-хана, но тот тоже стал независимым правителем (по-видимому, ещё при жизни отца). Когда в 1287 году Балбан умер, то султаном короновали Муизз ад-дин Кай-Кубада, сына Бугра-хана. В 1288 году Бугра-хан двинул войска против сына, но военного столкновения не произошло: дойдя до Айодхьи, Бугра-хан получил фактическое признание своей независимости в качестве властителя Бенгалии, и покинул владения сына.
В 1342 году Шамс ад-дин Ильяс-шах провозгласил себя султаном Лакхнаути, и начал завоёвывать окрестные земли. В 1352 году он провозгласил себя султаном Бенгалии. В 1353 году делийский султан Фируз-шах III Туглак пошёл на него карательным походом. Ильяс-шах без боя отступил в крепость Экдала. Фируз-шах осадил Экдалу, но не смог взять её приступом и, после двухмесячной осады, был вынужден удалиться в Дели, а Ильяс-шах вновь занял всю Бенгалию. Потомки Ильяс-шаха правили Бенгалией до 1415 года, когда их сверг Раджа Ганеша, основавший индуистскую династию. В 1437 году потомки Ильяс-шаха вернули себе власть.
Когда в 1554 году в Дели умер Ислам-шах, наместник Бенгалии Мухаммад-хан Сури провозгласил независимость, и стал именоваться Шамс ад-дин Мухаммад-шах. Однако уже через десять лет власть в Бенгалии захватила афганская династия Каррани, которая правила в вассальной зависимости от Империи Великих Моголов. Когда в 1576 году Дауд-хан Каррани был казнён, Бенгалия перешла под прямое управление Великих Моголов.
Бахманидский султанат
Первое исламское государство на юге Индии (Бахманидский султанат) было основано в 1347 году на западе Деккана раджами, восставшими против Делийского султаната. После распада государства Бахманидов в 1518—1527 годах на его месте образовались султанаты Биджапур, Берар, Ахмаднагар, Бидар и Голконда (т. н. Деканские султанаты).
Во главе государства стояли султаны из династии Бахманидов, правившие из города Гулбарга. В 1429 году столица была перенесена в Бидар. К югу от реки Кришна расстилалась Виджаянагарская империя, с которой на протяжении всей своей истории султанат вёл ожесточённую борьбу. В начале 1470-х годов Бахманидское государство и его главные центры (Бидар и Голконду) с торговыми целями объехал тверской купец Афанасий Никитин. О его путешествии повествуется в «Хожении за три моря».

### Османская империя

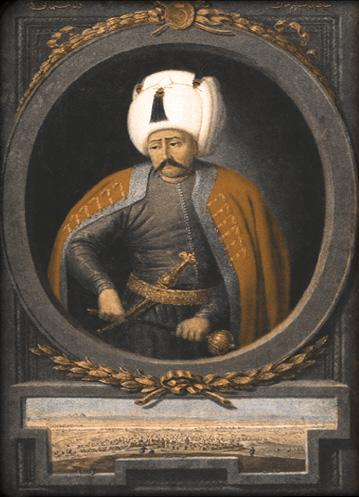
Селим I Явуз — султан и халиф

Османские султаны происходили из огузского племени кайы, обитавшего в Средней Азии в области Балха. Спасаясь от нашествия монголов, часть племени перекочевала на запад, где их предводители находились на службе у хорезмшаха Джалал уд-Дина. Затем небольшое подразделение кайы, во главе с Эртогрулом, направилось во владение румского султана Кай-Кубада I, который пожаловал ему удж Сёгюта в Анатолии, на границе с византийскими владениями. В 1402 среднеазиатский завоеватель Тамерлан разгромил османов под Анкарой. Султан Баязид I попал в плен, где и умер. Государство османов Тимур разделил на части. Лишь Мурад II смог вновь восстановить единство государства. Мощная экспансия турок началась с XIV века.
В 1517 г. Селим I уничтожил государство мамлюков в Египте, и присоединил Египет к своим владениям. Он также принял новый титул халиф правоверных. Османские султаны носили титул халифа вплоть до 1924 г. Постепенно усилившись, турки-османы захватили огромные территории, включавшие в себя весь Балканский полуостров, Малую-Азию, Северную Африку вплоть до Марокко, Сирию, Палестину, Аравийский полуостров, Месопотамию, Закавказье и Крым.
В 1909 году султана Абдул-Хамида II свергли, следовательно абсолютная монархия в Османской империи перестала существовать. На престол взошёл ранее бесправный брат Абдула-Хамида II Мехмед V. Ситуация в Османской империи при нём стала стремительно ухудшаться. В 1922 султан Мехмед VI покинул страну. Практически с этого момента монархия в Османской империи перестала существовать. Документально это было оформлено 29 октября 1923 г. когда была провозглашена Турецкая республика. Более в Турции монархия не возрождалась.

### Занзибар
Занзибар был выделен как удельное владение младшим членам династии правителей Оманского султаната (султанат Маскат) Бу Саиди. Власть султана Занзибара простиралась прежде на восточноафриканское побережье, между мысом Делгаду и Кипини на реке Ози, а также на острова Унгуджа (Занзибар), Пемба и другие. Велась активная торговля рабами, а также пряностями, слоновой костью и тому подобным. На Занзибаре развёрнулось широкое строительство.
Однако протекторат продержался недолго. 27 августа 1896 года в результате так называемой Англо-занзибарской войны, известной как самая короткая война в мировой истории (по книге рекордов Гиннесса), султан Халид ибн Баргаш был изгнан, а на трон был поставлен выгодный британцам правитель.
В первой половине XX века на Занзибаре установился марионеточный султанский режим, полностью подконтрольный Великобритании, однако формально Занзибар оставался полусамостоятельным государственным образованием. Борьба против британского и султанского господства активизировалась на Занзибаре после Второй мировой войны и в значительной степени подпитывалась из Танганьики.
10 декабря 1963 года было провозглашена государственная независимость Занзибара. 16 декабря этого же (1963) года новое государство было принято в ООН. Но уже 12 января 1964 года на Занзибаре произошла антифеодальная Занзибарская революция, в результате которой султан Сеид-Джамшид-ибн-Абдулла был свергнут с престола и изгнан из страны, что знаменовало собой конец существования султаната (была провозглашена Народная республика Занзибара и Пембы) и ускорило вхождение Занзибара через несколько месяцев в новообразованное государство Танзания.

### Йемен
Султанат Касири
В 1488 году племя Касиридов во главе с Бадром Абу Тувайраком вторглось в Хадрамаут из горного Йемена и захватило сначала Тарим и затем Сайвун. В составе войск Султаната Касири воевало много наёмников, главным образом горцев из областей, расположенных к северо-востоку от Адена. Спустя приблизительно сто лет после завоевания потомки наемников узурпировали западный Хадрамаут и создали самостоятельный султанат со столицей в городе аль-Катн. После завоевания династия Касиридов правила почти всем регионом Хадрамаут.
Власть династии Касири в Хадрамауте была урезана их соперниками Куайти в XIX столетии. Касири в конце концов были ограничены в небольшой далекой от выхода к Аденскому заливу территорией в Хадрамауте со столицей в Сайвун. Куайти — сыновья Умара бин Авада аль-Куайти — вначале отобрали город Шибам у своих противников Касири правителей султаната Касири в 1858 году. Позднее Куайти завоевали Эш-Шихр в 1866 году и Эль-Мукаллу в 1881 году, почти полностью заменив династию Касири) в контроле большего части побережья Хадрамаута (территория Йемена) в Аденском заливе.
Султанат вступил в договорные отношения с Великобританией в конце XIX века по вопросу вступления в Протекторат Адена. В 1888 году Великобритании удалось установить протекторат над султанатом Куайти — крупнейшим на территории региона Хадрамаута. В 1902 году Куайти становятся единым султанатом который становится частью протектората Аден Великобритании.

В 1918 году Великобритания установила протекторат над султанатом Касири. В конце 1930-х годов, после заключения «мира Инграмса», Хадрамаут вошёл в состав Восточного протектората Аден Великобритании. Султанат Касири отклонил вступление в Федерацию Южной Аравии (под началом Адена), но остался под протекторатом Великобритании вступив в Протекторат Южной Аравии.
Аль-Хусейн ибн Али — султан Султаната Касири c 1949 года — был свергнут в октябре 1967 года, и в ноябре султанат стал частью нового независимого государства Южный Йемен. В 1990 году Южный Йемен и Северный Йемен путём объединения образуют государство Республика Йемен, но около 65 % территории, включая регион Хадрамаут, не контролируются правительством и управляются местными шейхами.
Султанат Куайти

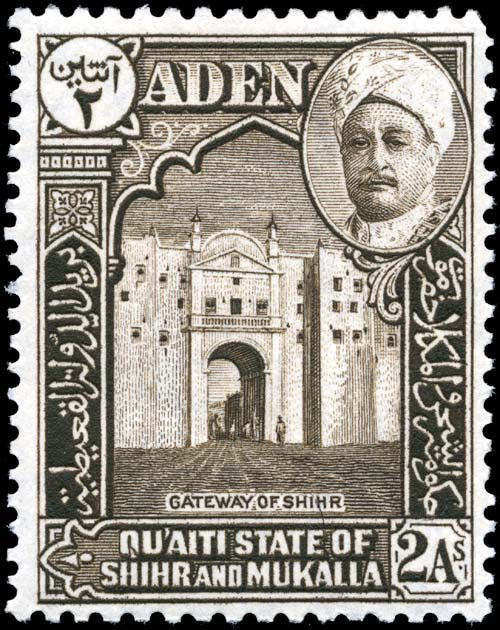
Почтовая марка 1942 года с изображением султана Салеха ибн Галиба и города Эш-Шихр

Султанат Куайти был основан сыновьями Умара аль-Куайти, младшего офицера в вооружённых силах низама Хайдерабада. Вначале они в 1858 году захватили у своих противников султанов династии Касири город Шибам.
Независимый Султанат Куайти образовался в 1866 году, когда городом Шихр на берегу Аравийского моря овладел шейх арабского клана Куайти Авад I. С ноября 1866 по май 1867 Эш-Шихр был оккупирован султанатом Катири (Al Kathir). В мае 1867 город Эш-Шихр был отвоёван у клана Катири и стал частью Султаната Куайти (Qu’aiti Sultanate). Шихр стал столицей султаната. В последующие годы Авад I сумел значительно расширить свои владения и создал самое крупное государство в пределах Хадрамаута.
В 1881 году в состав Султаната Куайти вошла Мукалла, впоследствии ставшая столицей султаната Куайти. 10 ноября 1881 года государства al-Shihr и al-Mukalla были объедеднены и это государство стало называться Quaiti Sultanate of Shir and Mukalla. Город Мукалла становится главным городом султаната вплоть до 1967 года. Таким образом династия аль-Куайти почти полностью вытеснила династию Касири с большей части побережья Хадрамаута у Аденского залива. Однако уже в 1888 г. Авад I вынужден был признать английский протекторат и лишился своей независимости.

### Казахское ханство
В Казахском ханстве султан — наследственное звание знати. Приблизительно соответствует русскому «князь». Султаны избирались племенами, племенными подразделениями из числа торе. Из среды султанов выбирали хана.
Время принятия титула султан в Дешт-и-Кипчаке неизвестно, но первые казахские правители Керей и Жанибек носили звание султан в узбекском ханстве Абу-л-хайра. Султанами в казахской степи могли стать только потомки Чингисхана по линии его старшего сына — Джучи. Султаны чаще всего были правителями отдельного рода или племени. Размер владений — улус или аймак — зависел от знатности, богатства и родовитости султана.
В царский период султаны управляли волостями на правах волостного головы и были чиновниками 12 класса. Должность переходила по наследству, от отца к сыну. В случае отсутствия наследника его брат или ближайший родственник мог получить должность, выдвинув кандидатуру в волостных выборах, с последующим утверждением областным правлением.
В штате султана были: его помощник (сын или близкий родственник); секретарь, знающий русский и татарский языки. Кроме султанов управлявших волостями были и другие, которые сохраняли своё звание, но не могли вмешиваться в управление. Собрание султанов избирало старшего султана своего округа, исполняли судебные приговоры.

## Современные султанаты

### Бруней
Первым султаном Брунея был Мухаммад Шах, до принятия ислама носивший имя Алак-бер-Тата (правил в 1363—1402 годах). Постепенно влияние государства расширялись, достигнув расцвета в первой половине XVI века. В правление пятого султана Болкияха (1485—1521) Бруней контролировал практически всю территорию Калимантана, острова Сулу и другие у северо-западной оконечности Калимантана.
В 1906 году в Бруней был назначен английский резидент, с чьим мнением при проведении политики султан был обязан считаться. В 1929 году в Брунее началась добыча нефти. В годы Второй мировой войны Бруней был оккупирован Японией (1941—1945), затем снова находился в сфере влияния Великобритании, находясь до 1959 года под управлением английского губернатора Саравака.
В 1950 г. на трон вступил новый султан Омар Али Сайфуддин III, человек достаточно либеральных взглядов, старавшийся дипломатическим путём добиться от англичан возможно больших уступок своей стране. Он использовал возросшие после войны отчисления в бюджет султаната, поступавшие от компании «Шелл», для ряда прогрессивных реформ.
29 сентября 1959 г. была принята первая конституция Брунея, действующая и поныне. Она вводила в стране парламентарную систему правления, однако верховная власть по-прежнему оставалась за султаном, опиравшимся на помощь и содействие целой системы советов. Законодательный совет (парламент) был призван вырабатывать законопроекты, принимать законы и контролировать бюджет. При этом султан мог провести своё решение в форме декрета без одобрения парламента, а также мог не утвердить законопроект, принятый советом. Система формирования этого законодательного органа была такова, что султан всегда мог располагать в нём послушным большинством: из 33 членов совета избирались только 16, остальные назначались султаном или входили в него по должности.
В ночь на 1 января 1984 г. с балкона своего дворца на центральной площади Бандар-Сери-Бегавана, в присутствии многотысячных толп народа, султан Хассанал Болкиах провозгласил полный суверенитет Брунея, его независимость и территориальную целостность. Победой завершилась почти полувековая борьба маленького брунейского народа за право самостоятельно управлять своей страной.

### Оман
В 1-м тысячелетии до н. э. в Оман переселилось из Йемена арабизированное кушитское племя ямани, завоевавшее местные племена. В VI веке н. э. Оман был разграблен войсками Сасанидов, а также опустошён набегами соседних бедуинских племён.
В VII веке Оман был включён в состав Арабского халифата, что ускорило развитие феодальных отношений. Население было исламизировано. В середине VIII века эта область стала независимой, под властью местных правителей-имамов, однако через полтора столетия Оман был вновь завоёван халифами из династии Аббасидов. Их владычество продолжалось до XI века, когда к власти пришла династия шейхов племени набхан.
В XVI—XVII веках Оман находился под властью португальцев, и только в 1650 году они были изгнаны.
В начале XVIII века Оман был завоёван персами, однако в 1741 году персы были изгнаны правителем Ахмедом Зафари, который создал крупное пиратское государство, которое, помимо собственно Омана, охватило острова Персидского залива, большую часть побережья нынешнего Ирана и побережье Восточной Африки от Сомали до Мозамбика включительно, а также многие прилегающие острова.
В 1832 году резиденция султана Омана была переведена на остров Занзибар, а в 1856 году, после смерти тогдашнего султана, государство было разделено между двумя его сыновьями на две самостоятельные части — африканскую и азиатскую. Во второй половине XIX века они приняли протекторат Британии (по раздельности).
В 1938 году пришёл к власти новый султан Саид бин Таймур. Но большинство шейхов племен проявляли симпатию не к проанглийскому султанату Маскат, а к имамату Оман, где у власти находился Мухаммед аль-Халили. Но после Второй мировой войны на конференции 1945 года в Маскате большинство шейхов высказались за вхождение под покровительство Саида бен-Теймура. 23 июля 1970 года в результате бескровного переворота Саид был свергнут своим сыном Кабусом, который сразу же начал модернизацию экономики Омана и отменил социальные ограничения. В 1987 году Оман был открыт для туризма.